# Lilla Kolsjö
Lilla Kolsjö är en sjö i Borås kommun i Västergötland och ingår i Viskans huvudavrinningsområde. Sjön är 8,6 meter djup, har en yta på 0,025 kvadratkilometer och är belägen 164 meter över havet.